# Stazione di Bogliasco
Stazione di Bogliasco vasútállomás Olaszországban, Bogliasco településen.

## Vasútvonalak
Az állomást az alábbi vasútvonalak érintik:
- Pisa–La Spezia–Genova-vasútvonal

## Kapcsolódó állomások
A vasútállomáshoz az alábbi állomások vannak a legközelebb:
- Stazione di Genova Sant'Ilario
- Stazione di Pontetto